# Coreorgonal
Coreorgonal là một chi nhện trong họ Linyphiidae.